# Криворученко Володимир Петрович
Володимир Петрович Криворученко (нар. 20 жовтня 1957, Кам'янка-Бузька — пом. 6 грудня 2018, Хмельницький, Україна) — радянський та український футболіст, що грав на позиції нападника та захисника. Найбільш відомий за виступами в команді «Поділля» з Хмельницького, в якій зіграв понад 180 матчів у другій лізі СРСР, грав також у кількох інших командах нижчих ліг.

## Клубна кар'єра
Володимир Криворученко народився в Кам'янці-Бузькій, а розпочав футбольну кар'єру в команді другої ліги «Хвиля» з Хмельницького у 1975 році. Проте йому не вдалося пробитися до основного складу команди, й наступні три роки він грав за аматорський клуб «Буревісник» з Кам'янця-Подільського. У 1978 році він повернувся до хмельницької команди, яка на той часвже була перейменована на «Поділля». У 1979 році футболіст став гравцем основного складу, та одним із кращих бомбардирів команди, відзначившись 9 забитими м'ячами у 32 матчах. Наступного року Криворученко перейшов до іншої команди другої ліги — луцького «Торпедо». Проте в луцькій команді футболіст грав недовго, й, провівши близько 30 матчів, покинув команду. й перейшов до аматорського клубу «Кооператор» із Хуста. На початку 1981 року Володимир Криворученко повернувся до «Поділля», де протягом 5 років був одним із основних гравців команди, зігравши за цей час більш ніж 138 матчів, у яких він відзначився 23 забитими м'ячами. Надалі футболіст грав за низку аматорських команд, серед яких були «Зоря» (Хоростків), «Іскра» (Теофіполь), «Трактор» (Хмельницький). Після проголошення незалежності України Криворученко спочатку грав за аматорський клуб «Адвіс» з Хмельницького, який у сезоні 1994—1995 років грав у третій українській лізі. Після виступу «Адвіса» в професійній лізі футболіст завершив виступи на футбольних полях.